# Neuroștiință cognitivă
Neuroștiința cognitivă se ocupă cu studiul proceselor și aspectelor biologice care stau la baza cunoașterii, cu un accent specific pe conexiunile neuronale din creier implicate în procesele mentale. Acestea abordează modul în care activitățile cognitive sunt afectate sau controlate de circuitele neuronale din creier. Neuroștiința cognitivă sunt o ramură atât a neuroștiinței, cât și a psihologiei, suprapunându-se cu discipline precum neuroștiința comportamentală, psihologia cognitivă, psihologia fiziologică și neuroștiința afectivă. Neuroștiința cognitivă se bazează pe teorii din științele cognitive, cuplate cu dovezi din neurobiologie și din modelarea computațională. 
Anumite părți ale creierului joacă un rol important în acest domeniu. Neuronii joacă cel mai important rol, deoarece principalul obiectiv este acela de a stabili o înțelegere a cogniției dintr-o perspectivă neurală, împreună cu diferiții lobi ai cortexului cerebral. 
Metodele utilizate în neuroștiința cognitivă includ proceduri experimentale din psihofizică și din psihologia cognitivă, neuroimagistica funcțională, electrofiziologie, genomica cognitivă și genetica comportamentală. 
Studiile pe pacienți cu deficiențe cognitive cauzate de leziuni pe creier constituie un aspect important al neuroștiinței cognitive. Daunele provocate de leziunile creierului oferă o bază de comparație cu creierul sănătos și pe deplin funcțional. Aceste leziuni modifică circuitele neurale din creier și îl determină să funcționeze defectuos în timpul proceselor cognitive de bază, cum ar fi memoria sau învățarea. Analizând ce se întâmplă în cazul deteriorării, putem afla modul în care funcționează circuitele neuronale sănătoase și, eventual, să tragem concluzii despre baza proceselor cognitive afectate. 
De asemenea, abilitățile cognitive bazate pe dezvoltarea creierului sunt studiate și examinate în subcâmpul neuroștiinței cognitive de dezvoltare. Acest lucru arată dezvoltarea creierului în timp, analizând diferențele și identificând posibile cauze ale acestor diferențe. 
Abordările teoretice includ neuroștiința computațională și psihologia cognitivă. 

## Origini istorice

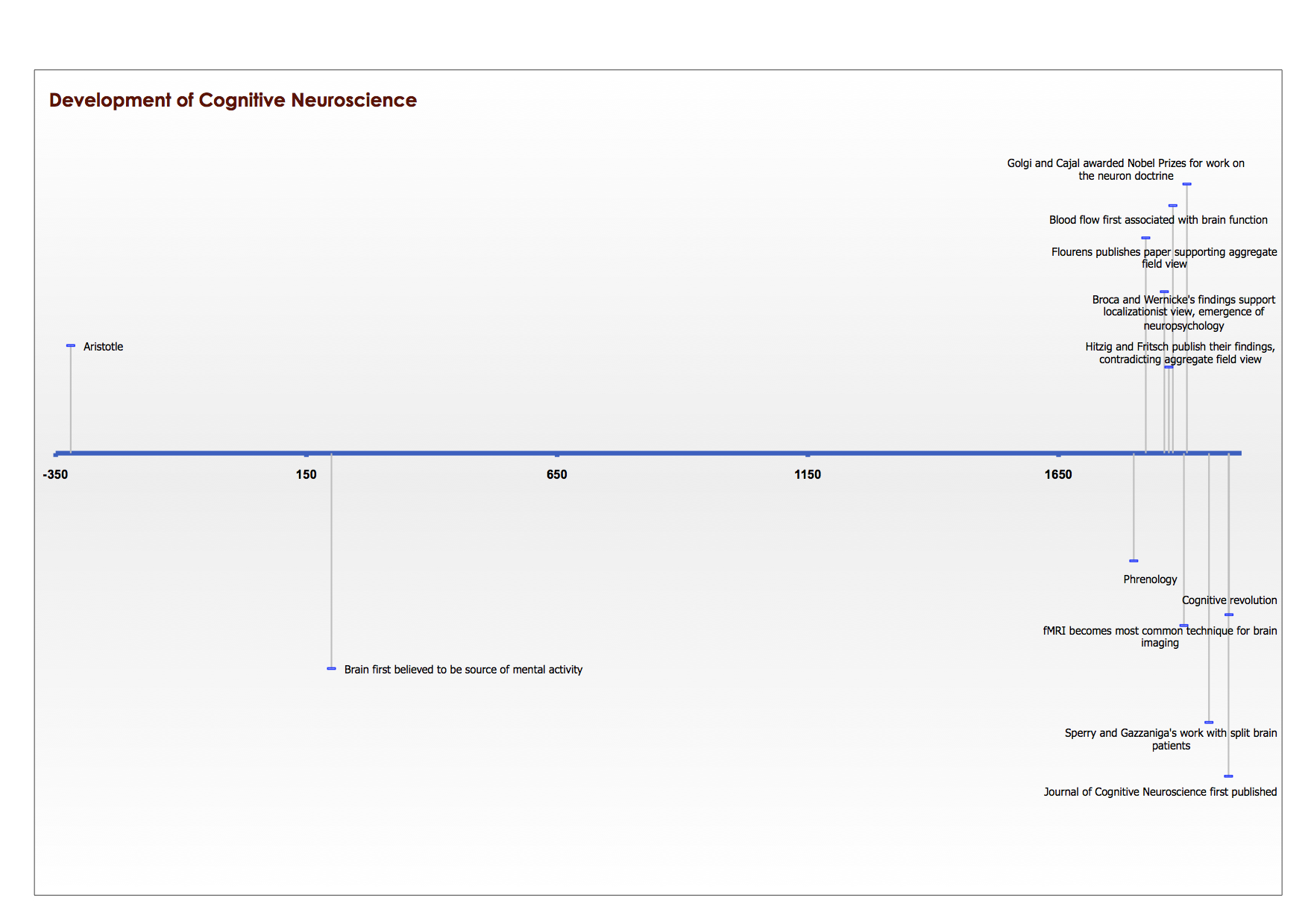
Cronologia evoluțiilor majore în știință care au dus la apariția neuroștiinței cognitive

Neuroștiința cognitivă este un domeniu interdisciplinar de studiu între neuroștiință și psihologie. Au existat mai multe etape în aceste discipline care au schimbat modul în care cercetătorii și-au abordat investigațiile și care au dus la delimitarea completă a domeniului. 
Deși sarcina neuroștiinței cognitive este de a descrie modul în care creierul creează mintea, istoric a progresat cercetând modul în care o anumită zonă a creierului susține o anumită facultate mentală. Cu toate acestea, eforturile timpurii de a subdivide creierul s-au dovedit a fi problematice. Mișcarea frenologistă nu a reușit să furnizeze o bază științifică pentru teoriile sale și, în cele din urmă, a fost respinsă. Viziunea agregată a câmpului, însemnând că toate zonele creierului participă la toate comportamentele, a fost, de asemenea, respinsă ca urmare a cartografierii creierului; această cartografiere a început cu experimentele lui Hitzig și Fritsch și în cele din urmă s-a  extins prin metode precum pozitronul. tomografia de emisie (PET) și imagistică funcțională prin rezonanță magnetică (fMRI). Teoria gestaltistă, neuropsihologia și revoluția cognitivă au fost momente majore în crearea neuroștiinței cognitive ca domeniu, reunind idei și tehnici care au permis cercetătorilor să facă mai multe legături între comportament și substraturile sale neuronale. 

### Origini în filozofie
Filozofii au fost întotdeauna interesați de minte: „ideea că explicarea unui fenomen implică înțelegerea mecanismului responsabil pentru acesta are rădăcini adânci în Istoria filozofiei de la teoriile atomice din secolul al V-lea î.Hr. până la renașterea sa în secolele XVII și XVIII în lucrările lui Galileo, Descartes și Boyle. Printre altele, este ideea lui Descartes că mașinile construite de oameni ar putea funcționa ca modele ale explicațiilor științifice". De exemplu, Aristotel credea că creierul este sistemul de răcire al corpului, iar capacitatea de inteligență este localizată în inimă. S-a sugerat că primul care a gândit altfel a fost medicul roman Galen din secolul al II-lea d.Hr., care a declarat că creierul este sursa activității mentale, deși acest lucru a fost acreditat și pentru Alcmaeon. Cu toate acestea, Galen credea că personalitatea și emoția nu erau generate de creier, ci mai degrabă de alte organe. Andreas Vesalius, un anatomist și medic, a fost primul care a crezut că creierul și sistemul nervos sunt centrul minții și al emoției. Psihologia, un domeniu important care contribuie la neuroștiința cognitivă, a apărut din raționamentele filosofice despre minte. 

### Secolul XIX

#### Frenologie

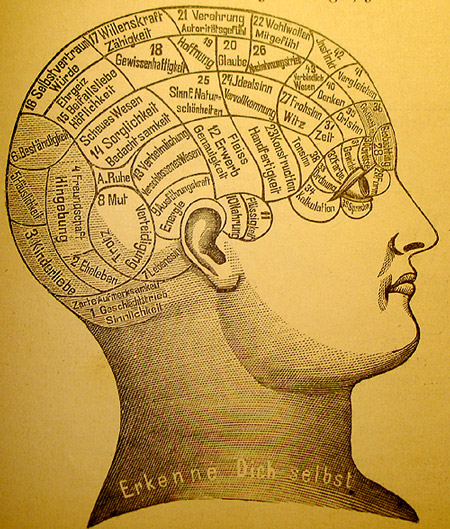
Hartă frenologică a creierului în germană. Iată câteva zone ale acestei hărți:
1.Gingășie sexualitate senzualitate.
9.Capacitate de autoformare.
8.Curaj apărare sfidare.
5.Domesticitate.
34.Calcul.
33.Ordine.
31.Greutate.
23.Construcție îndemânare.
21.Respectarea autorității.
2. Viața de familie.
19.Speranță.
18.Conștientizare.
16.Încredere în sine.
14.Sfială grijă prudență.
13.Disimulare introvertire.
Pe gât scrie: "Cunoaște-te pe tine însuți"

O predecesoare a neuroștiinței cognitive a fost frenologia; aceasta a fost o abordare pseudoștințifică, deoarece susținea că comportamentul poate fi determinat de forma scalpului. La începutul secolului 19, Franz Joseph Gall și JG Spurzheim credeau că creierul uman a fost localizat în aproximativ 35 de secțiuni diferite. În cartea sa, Anatomia și fiziologia sistemului nervos în general și a creierului în particular, Gall susținea că o umflătură mai mare într-una din aceste zone a însemnat că acea zonă a creierului a fost folosită mai frecvent de către acea persoană. Această teorie a câștigat o atenție semnificativă a publicului, ceea ce a dus la publicarea jurnalelor de frenologie și la crearea de frenometre, care au măsurat denivelările de pe capul unui subiect uman. Deși frenologia a rămas un obiectiv la târguri și carnavaluri, nu s-a bucurat de o largă acceptare în cadrul comunității științifice. Critica majoră a frenologiei este că cercetătorii nu au fost capabili să-și verifice teoriile în mod empiric.

#### Viziunea localizaționistă
Viziunea localizaționistă era preocupată de localizarea abilităților mentale în zone precise ale creierului, mai degrabă decât de caracteristicile abilităților și de modul de măsurare a acestora. Studiile efectuate în Europa, precum cele ale lui John Hughlings Jackson, au susținut această concepție. Jackson a studiat pacienții cu leziuni cerebrale, în special cei cu epilepsie. El a descoperit că pacienții epileptici făceau adesea aceleași mișcări clonice și tonice ale mușchilor în timpul convulsiilor lor, determinându-l pe Jackson să creadă că trebuie să apară în același loc de fiecare dată. Jackson a propus ca funcțiile specifice să fie localizate în anumite zone ale creierului,  ceea ce era esențial pentru înțelegerea viitoare a lobilor creierului. 

#### Viziunea câmpului agregat
Pierre Flourens, un psiholog experimental francez, a contestat punctul de vedere al localizării, utilizând experimente pe animale. El a descoperit că eliminarea cerebelului la iepuri și porumbei le-a afectat sentimentul de coordonare musculară și că toate funcțiile cognitive au fost perturbate la porumbei când s-au îndepărtat emisferele cerebrale. De aici a concluzionat că cortexul cerebral, cerebelul și trunchiul creierului au funcționat împreună ca un întreg. Abordarea sa a fost criticată pe baza faptului că testele nu au fost suficient de probante pentru a observa dacă au fost prezente deficite selective. 

#### Apariția neuropsihologiei
Probabil că primele încercări serioase de localizare a funcțiilor mentale în anumite localizări ale creierului au fost cele ale lui Broca și Wernicke. Acest lucru a fost realizat mai ales prin studierea efectelor leziunilor asupra diferitelor părți ale creierului și, prin urmare, asupra funcțiilor psihologice.  

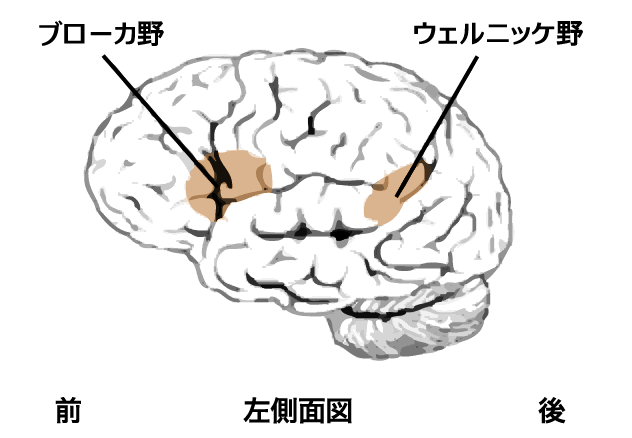
Cele două zone: Broca (stânga) și Wernicke (dreapta), în cafeniu

În 1861, neurologul francez Paul Broca a întâlnit un bărbat care era capabil să înțeleagă limba, dar care nu putea vorbi. Bărbatul nu putea produce decât sunetul „tan”. Ulterior s-a descoperit că bărbatul avea avariată o zonă a lobului său frontal stâng, acum cunoscută sub numele de zona Broca. Carl Wernicke, neurolog german, a găsit un pacient care putea vorbi fluent dar, fiindcă fusese victima unui accident vascular cerebral, el nu putea înțelege limba vorbită sau scrisă. Acest pacient a avut o leziune în zona în care se întâlnesc lobii parietali și temporari stângi, acum cunoscută sub numele de zona Wernicke. Aceste cazuri, care au sugerat că leziunile au provocat schimbări comportamentale specifice, au susținut puternic teoria localizaționistă.

#### Spre o cartografie a creierului
În 1870, medicii germani Eduard Hitzig și Gustav Fritsch și-au publicat descoperirile despre comportamentul animalelor. Hitzig și Fritsch au trecut un curent electric prin cortexul cerebral al unui câine, determinând contractarea diferitor mușchi în funcție de zonele creierului stimulate electric. Acest lucru a dus la presupunerea că funcțiile individuale sunt localizate în anumite zone ale creierului, mai degrabă decât în creier în ansamblu, așa cum sugerează viziunea agregată a câmpului. Brodmann a fost, de asemenea, o figură importantă în cartografierea creierului; experimentele sale bazate pe tehnicile lui Franz Nissl de colorare a țesuturilor au dus la împărțirea creierului în 52 de zone.

### Secolului 20

#### Revoluția cognitivă
La începutul secolului XX, abordările din America erau caracterizate prin pragmatism, ceea ce a dus la preferința pentru behaviorism (comportamentism) ca abordare primară în psihologie. J.B. Watson a fost o figură centrală în abordarea stimul-răspuns. Prin efectuarea de experimente pe animale, el urmărea să le poată prezice și controla comportamentul. Behaviorismul a eșuat în cele din urmă, deoarece nu a putut oferi psihologia realistă a acțiunii și gândirii umane - s-a concentrat în primul rând pe asociații de tipul stimul-răspuns, în detrimentul explicării unor fenomene precum gândirea sau imaginația. Aceasta a dus la ceea ce adesea se numește „revoluție cognitivă”. 

#### Doctrina neuronală
La începutul secolului XX, Santiago Ramón y Cajal și Camillo Golgi au început să lucreze la structura neuronului. Golgi a dezvoltat o metodă de colorare cu argint care putea colora în întregime mai multe celule dintr-o anumită zonă, determinându-l să creadă că neuronii erau conectați direct între ei într-un citoplasmă. Cajal a contestat acest punct de vedere după ce a colorat zone ale creierului care aveau mai puțin mielină și a descoperit că neuronii sunt celule discrete. De asemenea, Cajal a descoperit că celulele transmit semnale electrice într-o singură direcție. Atât Golgi, cât și Cajal, au primit premiul Nobel în 1906 pentru această lucrare asupra doctrinei neuronilor. 

### De la mijlocul secolului XX
Mai multe descoperiri din secolul XX au continuat să avanseze în domeniu, precum descoperirea coloanelor de dominare oculară, înregistrarea celulelor nervoase unice la animale și coordonarea mișcărilor ochilor și capului. Psihologia experimentală a fost semnificativă și în fundamentarea neuroștiințelor cognitive. Unele rezultate deosebit de importante au fost demonstrarea că unele sarcini sunt îndeplinite prin etape de procesare discretă, studiul atenției,   și ideea că datele comportamentale nu oferă de la sine suficiente informații pentru a explica procesele mentale. Drept urmare, unii psihologi experimentali au început să investigheze bazele neuronale ale comportamentului. Wilder Penfield a creat hărți ale zonelor senzoriale și motorii primare ale creierului prin stimularea cortexurilor pacienților în timpul operației. Lucrările din anii '50 ale lui Sperry și Michael Gazzaniga asupra pacienților cu creier divizat au fost, de asemenea, esențiale în progresul domeniului. Termenul propriu-zis de neuroștiință cognitivă a fost creat de Gazzaniga și psihologul cognitiv George Armitage Miller în timp ce împărțeau același taxi în 1976. 

#### Cartografierea creierului
Noua tehnologie de cartografiere a creierului, în special imagistica prin rezonanță magnetică funcțională (IRMf) și tomografia cu emisie de pozitroni (PET), a permis cercetătorilor să investigheze strategiile experimentale de psihologie cognitivă prin observarea funcției creierului. Deși de multe ori aceasta este considerată o metodă nouă (cea mai mare parte a tehnologiei este relativ recentă), principiul care stă la baza se întoarce până în 1878, când fluxul de sânge a fost asociat prima dată cu funcția creierului. Angelo Mosso, un psiholog italian din secolul al XIX-lea, a monitorizat pulsiunile creierului adult prin defecte osoase create neurochirurgical în craniile pacienților. El a menționat că atunci când subiecții angajați în sarcini, cum ar fi calcule matematice, pulsiunile creierului au crescut local. Astfel de observații l-au determinat pe Mosso să ajungă la concluzia că fluxul de sânge al creierului este funcțional. 

## Apariția unei noi discipline

### Nașterea științei cognitive
La 11 septembrie 1956, la Institutul de Tehnologie din Massachusetts, a avut loc o întâlnire la scară largă a cognitiviștilor. George A. Miller și-a prezentat lucrarea „ The Magic Number Seven, Plus or Minus Two ”, în timp ce Noam Chomsky și Newell & Simon și-au prezentat descoperirile în informatică. Ulric Neisser a comentat multe dintre concluziile la această întâlnire în cartea sa din 1967, Psihologia cognitivă . Termenul de „psihologie” s-a folosit tot mai rar în anii ’50 -’60, ca până la urmă domeniul să fie denumit „știință cognitivă”. Behavioriști precum Miller au început să se concentreze pe reprezentarea limbajului, mai degrabă decât pe comportamentul general. David Marr a concluzionat că orice proces cognitiv ar trebui abordat pe trei niveluri de analiză. Aceste niveluri de analiză sunt: computațională, algoritmică / reprezentativă și fizică. 

### Combinarea neuroștiinței cu știința cognitivă
Înainte de anii ’80, interacțiunea dintre neuroștiință și știința cognitivă era redusă. Neuroștiința cognitivă a început să integreze terenul teoretic nou apărut în știința cognitivă între anii 1950 și 1960, cu abordări în psihologia experimentală, neuropsihologie și neuroștiință. (Neuroștiința nu a fost stabilită ca disciplină unificată decât în 1971). Până la sfârșitul secolului XX, noile tehnologii au evoluat, fiind acum elementul principal al metodologiei neuroștiinței cognitive, inclusiv stimularea magnetică transcraniană (SMT) (1985) și imagistica prin rezonanță magnetică funcțională (1991).  
Metodele anterioare utilizate în neuroștiința cognitivă includ EEG (EEG uman 1920) și MEG (1968). Ocazional, cercetătorii neuroștiinței cognitive folosesc alte metode de imagistică a creierului, cum ar fi tomografie cu emisie de pozitroni (TEP) și SPECT. O tehnică viitoare în neuroștiință este spectroscopia cvasiinfraroșie NIRS (Near InfraRed Spectroscopy), care utilizează absorbția luminii pentru a calcula modificările oxi- și dezoxihemoglobinei în zonele corticale.                       La unele animale se poate folosi înregistrarea cu o singură unitate.  Alte metode includ microneurografia, electromiografia (EMG) facială și urmărirea ochilor. Neuroștiința integratoare încearcă să consolideze datele din bazele de date și să formeze modele descriptive unificate din diverse domenii și scale: biologie, psihologie, anatomie și practică clinică.  În 2014, Stanislas Dehaene, Giacomo Rizzolatti și Trevor Robbins au primit Premiul Brain "pentru cercetările lor de pionierat asupra mecanismelor superioare ale creierului care stau la baza unor funcții umane complexe precum alfabetizarea, numerația, comportamentul motivat și cogniția socială și pentru eforturile lor de a înțelege tulburările cognitive și de comportament ". Brenda Milner, Marcus Raichle și John O'Keefe au primit Premiul Kavli în neuroștiință „pentru descoperirea rețelelor de creier specializate pentru memorie și cunoaștere”, iar O'Keefe a împărțit Premiul Nobel pentru Fiziologie sau Medicină în același an cu Maiy-Britt Moser și Edvard Moser "pentru descoperirea de celule care constituie un sistem de poziționare în creier".  
În 2017, Wolfram Schultz, Peter Dayan și Ray Dolan au primit Premiul Brain "pentru analiza lor multidisciplinară a mecanismelor creierului care leagă învățarea de recompensă, ceea ce are implicații de anvergură pentru înțelegerea comportamentului uman, inclusiv tulburări de luare a deciziilor în condiții precum jocurile de noroc, dependența de droguri, comportamentul compulsiv și schizofrenia ".

## Tendințe recente
Recent, focarele de cercetare s-au extins de la localizarea zonelor creierului cu funcții specifice în creierul adult ce folosea o singură tehnologie, la explorarea interacțiunilor între diferitele zone ale creierului, la folosirea mai multor tehnologii și abordări pentru a înțelege funcțiile creierului și la utilizarea abordărilor de calcul.                       Progresele în neuroimagistica funcțională non-invazivă și metodele asociate de analiză a datelor au făcut, de asemenea, posibilă utilizarea unor stimuli și sarcini extrem de naturaliste, cum ar fi filmele care prezintă interacțiuni sociale în studiile de neuroștiință cognitivă. 

## Subiecte
- Atenție
- Orbirea schimbării
- Conștiință
- Luarea deciziilor
- Învățare
- Memorie
- Limbaj
- Neuronii oglindă
- Percepție
- Cunoașterea socială
- Emoții

## Metode
Metodele experimentale din anumite domenii de psihologie includ: 
- Psihofizice
- Imagistica prin rezonanță magnetică funcțională
- Electroencefalografie
- Electrocorticografie
- Stimulare Magnetică Transcraniană
- Modelare computațională

### Wikibooks conexe
- Wikibook despre psihologia cognitivă și neuroștiința cognitivă
- Wikibook despre studii de conștiință
- Capitolul neuroștiință cognitivă al Wikibook-ului despre neuroștiință
- Wikibook-ul neuroștiinței cognitive computaționale Arhivat în 24 iulie 2019, la Wayback Machine.